# Arie Cornelis de Wilde
Arie Cornelis de Wilde (Tholen, 21 december 1886 – Leiden, 23 mei 1966) was een Nederlands politicus van de ARP. 
Hij werd geboren als zoon van Hubertus de Wilde (1850-1914, landbouwer) en Maria Stolk (1853-1941). Hij was volontair bij de gemeentesecretarie van Oud-Vossemeer en werd daarna ambtenaar bij de gemeente Vreeswijk. Na korte tijd gewerkt te hebben bij de gemeente Rijnsburg werd hij in 1916 benoemd tot gemeentesecretaris van de Zuid-Hollandse gemeente Valkenburg als opvolger van  J.A. Charbon die burgemeester van Goedereede en Stellendam geworden was. In 1938 werd De Wilde benoemd tot burgemeester van Valkenburg. In mei 1940 waren er gedurende enkele dagen felle gevechten tussen Nederlandse en Duitse militairen bij het in aanbouw zijnde vliegveld maar ook in de woonplaats Valkenburg. 
De Wilde ging in 1952 met pensioen en overleed in 1966 op 79-jarige leeftijd.